# سجاد دانایی
سجاد دانایی (زادهٔ ۱۲ مهر ۱۳۷۵، مشهد) بازیکن فوتبال اهل ایران است که در پست دفاع راست برای باشگاه فوتبال استقلال خوزستان بازی می‌کند.
از جمله تیم‌هایی که برای آنها بازی کرده می‌توان به سیاه‌جامگان، فجرسپاسی، هوادار و ذوب آهن اشاره کرد.
وی همچنین توانایی بازی در پست هافبک راست را نیز دارد.

## دوران نوجوانی
او در دوران کودکی و نوجوانی از بچه های زمین بازی ترکمن که واقع در شهرک امام مشهد میباشد، بود و روزهای زیادی را در آنجا فوتبال بازی میکرد.

## دوران باشگاهی

### ذوب‌آهن
وی در ۳۰ مرداد ۱۴۰۰ با عقد قراردادی به ذوب آهن پیوست.

### تراکتور
در ۱۴ تیر ۱۴۰۱، دانایی با عقد قراردادی به باشگاه تراکتور پیوست.